# Megaphorus clausicellus
Megaphorus clausicellus är en tvåvingeart som först beskrevs av Macquart 1850.  Megaphorus clausicellus ingår i släktet Megaphorus och familjen rovflugor. Inga underarter finns listade i Catalogue of Life.